# Колони (Оклахома)
Колони (енгл. Colony) град је у америчкој савезној држави Оклахома.

## Демографија
По попису из 2010. године број становника је 136, што је 11 (-7,5%) становника мање него 2000. године.
| Група             | 2000.       | 2010.       |
| Белци             | 118 (80,3%) | 100 (73,5%) |
| Афроамериканци    | 0 (0,0%)    | 0 (0,0%)    |
| Азијати           | 0 (0,0%)    | 0 (0,0%)    |
| Хиспаноамериканци | 8 (5,4%)    | 17 (12,5%)  |
| Укупно            | 147         | 136         |